# Jerrier Haddad
Jerrier A. ("Jerry") Haddad (Nova Iorque, 17 de julho de 1922 – 31 de março de 2017) foi um engenheiro da computação estadunidense. Fellow do Instituto de Engenheiros Eletricistas e Eletrônicos e da Associação Americana para o Avanço da Ciência, e membro da Academia Nacional de Engenharia dos Estados Unidos.

## Biografia
Haddad recebeu um B.S. em engenharia elétrica na Universidade Cornell em 1945. Estudou no Advanced Business Management Program da Harvard Business School em 1958.
Haddad contribuiu para o desenvolvimento do IBM 604, e juntamente dirigiu o programa da calculadora eletrônica de defesa IBM 701 com Nathanial Rochester. Haddad foi vice-presidente de desenvolvimento de pessoal técnico quando aposentou-se na IBM em 1981. Obteve 18 patentes de invenções nas áreas de computação e eletrônica.

## Honrarias e condecorações
- Membro da Academia Nacional de Engenharia dos Estados Unidos em 1968[4][5]
- Recipient, Order of the Cedars Medal, Lebanese Republic, 1970
- Honorary Doctorate of Sciences, Union College, 1971
- Honorary Doctorate of Sciences, Clarkson College, 1978
- Instituto de Engenheiros Eletricistas e Eletrônicos (IEEE) Prêmio Pioneiro da Computação de 1984[6]
- Fellow, IEEE[1]
- Fellow da Associação Americana para o Avanço da Ciência[1]